# Peter O'Mahony
Peter James O'Mahony (* 17. září 1989, Cork) je ragbista hrající jako levý rváček za irský klub Munster a irskou reprezentaci, kde je kapitánem od doby, kdy kariéru ukončil Jonathan Sexton. Taky byl kapitánem irského týmu do dvaceti let a do osmnácti let. S klubem v roce 2011 a 2023 vyhrál United Rugby Championship. V sezoně 2018-19 byl vybrán do sestavy roku PRO14.
S reprezentací vyhrál pětkrát Six Nations (2014, 2015, 2018, 2023, 2024) a zúčastnil se MS v ragby v roce 2015, 2019 a 2023. Při historicky prvním domácím vítězstvím nad Novým Zélandem byl vyhlášen hráčem zápasu.Na MS 2023 si za Irsko v zápase proti Skotsku připsal 100. reprezentační zápas.